# 斯特勞恩 (阿拉巴馬州)
斯特勞恩（英語：Straughn）是一個位於美國阿拉巴馬州卡溫頓縣的非建制地區。該地的面積和人口皆未知。

## 地理
斯特勞恩的座標為31°23′18″N 86°25′05″W / 31.38833°N 86.41805°W，而該地最高點為海拔高度114米（即374英尺）。